# Атанаскоский, Давид
Давид Атанаскоский (макед. Давид Атанаскоски; 21 октября 1996, Скопье, БЮРМ) — северомакедонский футболист, защитник албанского клуба «Партизани».

## Карьера
Футбольную карьеру начал в 2015 году в составе клуба «Тетекс».
В 2017 году подписал контракт с клубом «Академия Пандев».
В начале 2021 года перешёл в казахстанский клуб «Шахтёр» Караганда.

## Достижения
«Академия Пандев»
- Обладатель Кубка Северной Македонии: 2018/19

## Клубная статистика
| Игровая карьера | Игровая карьера         | Игровая карьера | Лига | Лига | Кубок | Кубок | Межд. | Межд. | Др. | Др. |
| --------------- | ----------------------- | --------------- | ---- | ---- | ----- | ----- | ----- | ----- | --- | --- |
| 2019/2020       | Академия Пандев         | А               | 15   | 0    | 1     | 0     | 1     | 0     | —   | —   |
| 2019/2020       | Македония Джёрче Петров | А               | 3    | 0    | —     | —     | —     | —     | —   | —   |
| 2020/2021       | Македония Джёрче Петров | A               | 22   | 0    | —     | —     | —     | —     | —   | —   |
| 2021            | Шахтёр                  | A               | 20   | 0    | 7     | 3     | 4     | 0     | —   | —   |